# NGC 1332
NGC 1332 is een elliptisch sterrenstelsel in het sterrenbeeld Eridanus. Het hemelobject werd op 9 december 1784 ontdekt door de Duits-Britse astronoom William Herschel.

## Synoniemen
- PGC 12838
- ESO 548-18
- MCG -4-9-11
- UGCA 72
- IRAS03240-2130